# Pseudodacne admirabilis
Pseudodacne admirabilis là một loài bọ cánh cứng trong họ Cerylonidae. Loài này được Crotch miêu tả khoa học năm 1875.